# Alba (Pennsylvanie)
Pour les articles homonymes, voir Alba.
Alba est un borough situé au sud-ouest du comté de Bradford, en Pennsylvanie, aux États-Unis,. En 2010, il comptait une population de 157 habitants. Il est incorporé le 4 février 1864.

## Démographie
Lors du recensement de 2010, le borough comptait une population de 157 habitants. Elle est estimée, le 1er juillet 2019, à 154 habitants.

### Source de la traduction
- (en) Cet article est partiellement ou en totalité issu de l’article de Wikipédia en anglais intitulé « Alba, Pennsylvania » (voir la liste des auteurs).